# الزواج على الطريقة الحديثة (فلم)
الزواج على الطريقة الحديثة هو فيلم مصري من إخراج صلاح كريم. هذا الفيلم هو أول فيلم يخرجه صلاح كريم كما لم يخرج بعده سوى فيلم إحنا بتوع الإسعاف.

## قصة الفيلم
قامت سعاد حسني بدور «نهى» وهي بنت خالة «أحمد» الذي قام بدوره حسن يوسف. الفيلم تدور أحداثه حول «نهى» و«أحمد» اللذان يعشقان بعضهما ويريدان أن يتزوجا، لكن تقابلهما بعض المشاكل فوالد ووالدة «نهى» لم يوافقا على الزواج، فيُحضر والد «نهى» لابنته عريس جديد غني من جميع النواحي اسمه «كامل كمال الكامل» (وهو الممثل عبد المنعم إبراهيم)، لذلك «نهى» ستقوم ببعض المقالب في العريس حتى لا يتم الزواج واتفقت مع «أحمد» بأنهما سوف يتزوجان من وراء أهاليهما.

## وصلات خارجية
- مقالات تستعمل روابط فنية بلا صلة مع ويكي بيانات
- فيلم الزواج على الطريقة الحديثة .. سعاد حسنى على يوتيوب
- صفحة الفيلم على موقع السينما